# Związek gmin Geest und Marsch Südholstein
Związek gmin Geest und Marsch Südholstein (niem. Amt Geest und Marsch Südholstein) (do 31 grudnia 2016 Związek gmin Moorrege, niem. Amt Moorrege) – związek gmin w Niemczech w kraju związkowym Szlezwik-Holsztyn, w powiecie Pinneberg. Siedziba związku znajduje się w miejscowości Moorrege. 1 stycznia 2017 przyłączono do związku trzy gminy z rozwiązanego związku gmin Haseldorf: Haselau, Haseldorf oraz Hetlingen.
W skład urzędu wchodzi dziesięć gmin:
1. Appen
2. Groß Nordende
3. Haselau
4. Haseldorf
5. Heidgraben
6. Heist
7. Hetlingen
8. Holm
9. Moorrege
10. Neuendeich